# 骤尖叶旌节花
骤尖叶旌节花（学名：Stachyurus chinensis var. cuspidatus）为旌节花科旌节花属下的一个变种。